# Bob Hayes
Bob Hayes (eigentlich: Robert Lee Hayes; * 20. Dezember 1942 in Jacksonville, Florida; † 18. September 2002, ebenda) war ein US-amerikanischer Leichtathlet und American-Football-Spieler. Hayes ist der einzige Sportler, der sowohl Olympiasieger wurde als auch den Super Bowl gewann.

## Karriere
Hayes zeigte bereits in seiner Jugend außergewöhnliches Talent für Sprint und American Football.

### Sprinter
1963 stellte er über 100 Yards mit 9,1 Sekunden einen Weltrekord auf. Bei den Olympischen Spielen 1964 in Tokio feierte Hayes seinen größten Erfolg als Sprinter. Zuerst gewann er den Lauf über 100 Meter und egalisierte dabei mit der Zeit von 10,06 Sekunden (Handgestoppt: 9,9) den Weltrekord über diese Strecke. Später errang er als Schlussläufer der US-amerikanischen Mannschaft in der 4-mal-100-Meter-Staffel zusammen mit Paul Drayton, Gerry Ashworth und Richard Stebbins in 39,0 Sekunden seine zweite Goldmedaille und seinen zweiten Weltrekord. Dieses Staffelrennen war die letzte Leichtathletik-Konkurrenz, die Hayes bestritt. Fortan konzentrierte er sich ausschließlich auf seine Karriere als American-Football-Spieler.

### Karriere als American-Football-Spieler
Noch Ende 1964 unterzeichnete er einen Vertrag bei den Dallas Cowboys. Hayes spielte auf der Position des Wide Receivers. Seine ersten beiden Saisons waren die erfolgreichsten. In beiden Jahren führte er die Ligastatistik über die meisten gefangenen Touchdowns an. 1971 gewann er mit den Dallas Cowboys den Super Bowl. 1974 wechselte Hayes zu den San Francisco 49ers. Dort spielte er noch eine Saison und zog sich dann vom aktiven Leistungssport zurück. Hayes spielte dreimal im Pro Bowl, dem Auswahlspiel der besten Spieler einer Saison.
Hayes, der für seine einmalige Schnelligkeit „Bullet Bob“ (dt.: „Bob, die Gewehrkugel“) genannt wurde, galt als einer der effektivsten Punt Returner der NFL und sorgte indirekt für die Verbreitung der Zonenverteidigung im American Football. Da kein Cornerback schnell genug war, um ihn in Manndeckung nehmen zu können, waren gegnerische Coaches gezwungen, ihn im Raum decken zu lassen. So beschäftigte Hayes nicht nur einen Cornerback, sondern auch einen Safety, und die Gegner erlernten die damals unübliche Bump-and-Run-Deckung (dt.: Stoß-und-Renn-Deckung), um ihn in den ersten 5 Yards seines Laufweges anzurempeln. Trotzdem verbuchte Hayes in seiner Karriere 71 Touchdowns, 371 Catches, erzielte damit im Durchschnitt fast 20 Yards Raumgewinn und hatte vier Fänge von 82, 95, 89 and 85 Yards.

## Sportliche Ehrungen
Am 31. Januar 2009 wurde Hayes in die Pro Football Hall of Fame aufgenommen. Er ist Mitglied im Dallas Cowboys Ring of Honor und in der Texas Sports Hall of Fame. Ferner spielte er dreimal im Pro Bowl und wurde dreimal zum All Pro gewählt.

## Privatleben
Hayes hatte vier Töchter und einen Sohn.
Hayes wurde 1978 des Drogenhandels überführt, verbrachte zehn Monate im Gefängnis und kämpfte zeit seines Lebens gegen Drogenabhängigkeit und Alkoholismus. Am 18. September 2002 starb Hayes im Alter von 59 Jahren in seiner Heimatstadt Jacksonville an Nierenversagen, nachdem er zuvor bereits an Prostatakrebs und einem Leberleiden erkrankt war. Er war zum Zeitpunkt seines Todes völlig verarmt und wurde auf dem
Edgewood Cemetery in Jacksonville beerdigt.
Sieben Jahre nach seinem Tod wurde Hayes in die Pro Football Hall of Fame eingeführt. Im Vorfeld kam es zu einer Kontroverse, als Hayes’ angebliche Schwester in seinem Namen vor versammelter Öffentlichkeit Hayes’ „Abschiedsbrief“ vorlas. Der Brief enthielt mehrere Fehler (u. a. bezeichnete er seinen Quarterback Roger Staubach als „Roger Stauback“) und war in der Schriftart Calibri verfasst, die zu Hayes’ Lebzeiten noch nicht existierte. Die Frau wurde von der Ehrung ausgeschlossen.